# Ewa Jezierska
Ewa Zofia (imię zakonne Józefa) Jezierska OSU (ur. 9 września 1935 w Bydgoszczy, zm. 31 maja 2018 we Wrocławiu) – polska zakonnica, urszulanka Unii Rzymskiej, biblistka, pierwsza w Polsce kobieta z tytułem profesora nauk teologicznych.

## Życiorys
W 1956 ukończyła studia matematyczne na Uniwersytecie im. Adama Mickiewicza w Poznaniu, następnie pracowała jako nauczycielka. W sierpniu 1958 wstąpiła do zakonu, 3 maja 1966 złożyła śluby wieczyste. W 1972 ukończyła studia teologiczne na Papieskim Fakultecie Teologicznym we Wrocławiu (rozpoczęte w 1969), broniąc pracy Interpretacja tekstów Pawłowych dotyczących diakonis i wdów w świetle praktyki starożytnego Kościoła.
Pracowała jako nauczycielka w Prywatnym Żeńskim Liceum Ogólnokształcącym Sióstr Urszulanek UR we Wrocławiu: od 1 września 1966 do 31 sierpnia 1970 uczyła matematyki i fizyki, następnie od 1 września 1970 do 31 sierpnia 2007 była dyrektorem tej szkoły ucząc nadal matematyki.
Licencjat naukowy z teologii Układ literacki i teologia opisów powołania uczniów w Ewangelii św. Marka (1,16-20; 2,14; 3,13-19) obroniła w 1977, pracę doktorską Pawłowa idea współumierania i współzmartwychwstania z Chrystusem napisaną pod kierunkiem Hugolina Langkammera w 1983, habilitowała się w 1993 na podstawie pracy Żyjemy dla Pana...umieramy dla Pana..." (Rz 14,8). Proegzystencja chrystocentryczna chrześcijan w myśli Pawłowej.
W 1991 została wykładowcą Papieskiego Fakultetu Teologicznego we Wrocławiu, w 1993 jego docentem i kierownikiem Katedry Biblistyki Nowego Testamentu, zaś profesorem nadzwyczajnym w 2000. W 2004 otrzymała tytuł profesora nauk teologicznych.
W 2008 opublikowała książkę Życie wierzącego w myśli św. Pawła. W latach 2003–2008 była członkiem zarządu Stowarzyszenia Biblistów Polskich.
W 1996 została odznaczona krzyżem Pro Ecclesia et Pontifice.